# أرخبيل دهلك

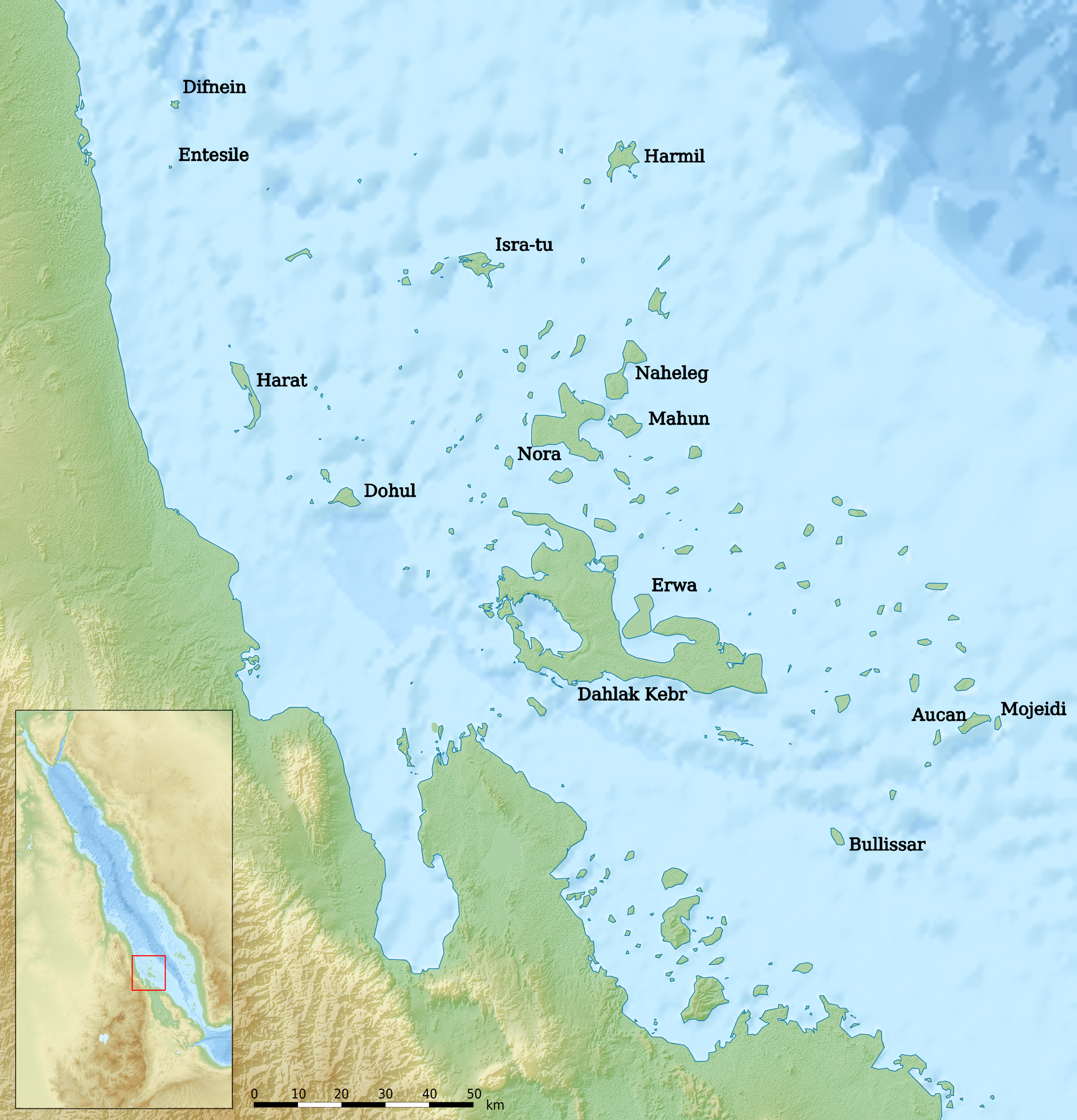
أرخبيل دهلك

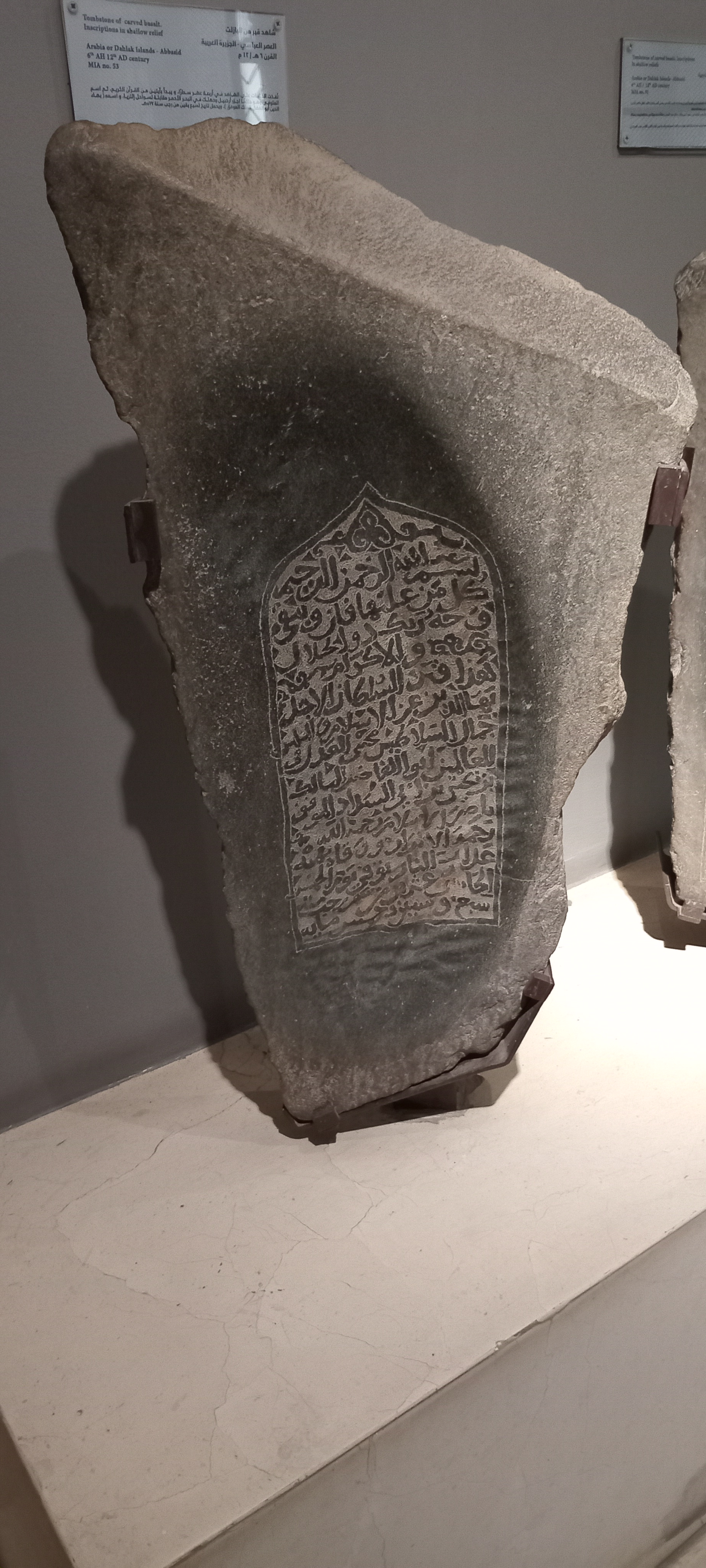
شاهد قبر البازلت من جزر أرخبيل دهلك سنة 577ه (12م)

أرخبيل دهلك (بالجعزية ዳህላክ) تجمع جزر في البحر الأحمر قبالة الشواطئ الإريترية قرب مدينة مصوع.
عدد الجزر 126 جزيرة اثنتين منها جزر كبيرة وهي دهلك الكبرى ونهلق، تشتهر هذه الجزر بصيد اللؤلؤ من الحقبة الرومانية وما زالت تنتج كميات كبيرة منه، من أصل 126 جزيرة أربع جزر فقط تسكن وبشكل دائم وهي دهلك الكبرى وهي الأكبر والأكثر سكانا ونهلق ونورا وحرمل
الحياة البحرية المتنوعة والطيور البحرية تجذب العديد من السياح، ويقطن هذا الأرخبيل 2500 إلى 3000 نسمة ويمتهنون صيد الأسماك والمرجان واللؤلؤ بالإضافة إلى تربية الماعز والجمال واللغات السائدة هي التغري والعفر ولغة الدهالكة ويمكن الوصول للجزر عن طريق ميناء مصوع.

## التاريخ
أرخبيل دهلك والتي يزيد عددها على مائة جزيرة سميت بهذا الاسم منذ العصور الوسطى، وبحكم قربها من الشواطئ العربية لعبت دوراً مهما كنقطة تجمع وانطلاق للهجرات العربية القديمة المتجهة صوب اليابسة باتجاه الشواطئ الإرترية. وعن طريقها كان يتم نقل التجارة واستقبالها وبعد الفتح الإسلامي ازدهرت جزر دهلك، وقامت بها إمارة إسلامية كان لها شأن كبير وشجع العرب على استيطانها وتعميرها وأصبحت هذه المنطقة بحكم موقعها على الساحل المقابل للجزيرة العربية المجال الحيوي للجماعات التي خرجت من الجزيرة العربية للتجارة وطلب الرزق ولاتخاذ موطن جديد هربا من حالات الذعر التي عمت العالم الإسلامي من الحروب والمجاعات. وقد نقل هؤلاء المهاجرون لتلك الجزر التي هاجروا إليها الحضارة والعلم فأصبحت دهلك مركز إشعاع لتعليم فقه الدين واللغة ووفد إليها طلاب العلم من مختلف أنحاء شمال أفريقيا.
وبحكم بعد دهلك عن الجزيرة العربية، ولشدة حرها إتخذها بعض الخلفاء المسلمين منفي للمغضوب عليهم كنوع من العقاب وبالذات الشعراء الذين عرفوا في شعرهم بالمجون والتشبيب بالنساء. كما أن هذا الأرخبيل أصبح في إحدى المراحل مركزاً للقراصنة، بل إن هؤلاء القراصنة قد عظم شأنهم واشتد خطرهم بن عامي 630 – 640 ميلادية حيث قاموا بغارات على ميناء جدة وقد عظم خطرهم أكثر عندما انطلقوا من دهلك وقطعوا الطريق البحري على الحجاج وشنوا غارة بحرية على جدة وهددوا بتدمير مكة المكرمة وذلك في عام 83 هـ و84 هجرية – 702 ميلادية وقد تحرك الأمراء الأمويين لوضع حد لظاهرة القرصنة، وجردوا حملة بحرية لإيجاد مركز بحري حيث سيطروا على ارخبيل دهلك لحماية الطرق البحرية التي هي مجال للتجارة الإسلامية، وأيضاً كان هناك سبب أخر لهذه الحملة فبعد النزاع الذي حدث بين الأمويين والعلويين في مسألة الخلافة ومعركة كربلاء التي استشهد فيها الإمام الحسين بن علي قصدت جماعات ومجموعات وأفراد إلى حيث لا تمتد اليهم أيدي الخلفاء الأمويين فقصد شواطئ أفريقيا الشرقية فتحرك جنود الدولة الأموية لمتابعتهم ومراقبتهم بشكل دقيق وكانت دهلك أهم نقطة للقيام بتلك المهمة. وعندما زالت دولة الأمويين تحمل الخلفاء العباسيين مسؤولية حماية الطرق التجارية في البحر الأحمر، ولهذه الغاية أقاموا الحصون والقلاع في الجزر وزوّدوها بالسفن الحربية كما أقاموا فيها الصهاريج الكبيرة لحفظ مياه الأمطار والتي لا تزال أثارها باقية حتى اليوم.
وقد نشأ في نفوس سلاطين دهلك بحكم توافد الشعراء والعلماء العرب إليها اهتمام بعمارة المساكن والقصور والأضرحة ومنابر المساجد ومداخل القصور والنقوش الكتابية بالخط الكوفي وجزء من من تلك النقوش يوجد بالمتحف الوطني الأرتري للآثار.
ويقول عنها المؤرخ البريطاني أ. بول في كتابه تاريخ قبائل البجا بشرق السودان- عبر السبئيون الذين كانوا يشكلون القوة الغالبة في جنوب الجزيرة العربية البحر الأحمر بحثا عن التجارة، واحتلوا جزيرة دهلك الساحلية، ومن ثم توغلوا إلى الداخل ليستقروا في أرض تقرنيا (تجراي) الواقعة الآن فيما يعرف بأريتريا وإثيوبيا، كان ذلك بزمن سحيق من مجيء المسيح، قد يكون ذلك في عام 1000 قبل الميلاد، أو عام 600 قبل الميلاد.
ويقول عنها ياقوت الحموي في كتابه معجم البلدان دهلك اسم أعجمي معرب وهي جزيرة في بحر اليمن، وهو مرسى بين بلاد اليمن والحبشة، بلدة ضيقة حرجة، كان بنو أمية إذا سخطوا على أحد نفوه إليها.
ومن أشهر من نفي إليها الشاعر عمر بن أبي ربيعة الذي تطرق إلى العديد من النساء في شعره وتعرض لهن، وحيث ضاق بعبثه الخليفة عمر بن عبد العزيز نفاه إلى جزيرة دهلك جنوبي البحر الأحمر حتى مات هناك سنة 712. ويوجد حاليا بالجزيرة سجن عسكري يدعى ماكورا يستخدم لاعتقال المعارضين للحكومة الأريترية.

## الجغرافيا

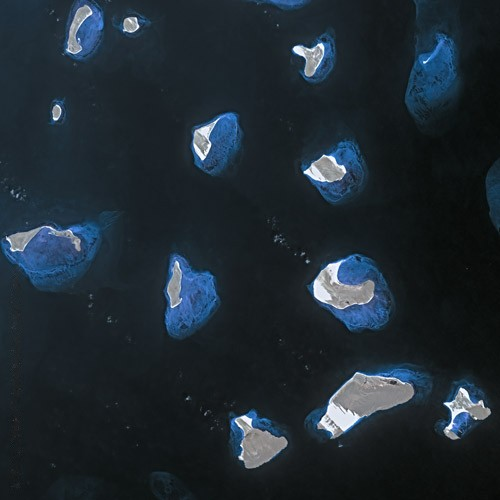
صورة بالأقمار الصناعية لجزء من الأرخبيل

تبلغ مساحة جزر دهلك 700 كم 2 وتبعد عن الساحل مسافة 43 كم. وعلى ساحلها عدد كبير من المراسي للسفن التي تتجه من وإلى مصوع. وفي الجزيرة عدة قرى منها: دهلك الكبير، كوباني، دبليو، سلات، دروبوشات، مملا.

## أهمية الجزيرة
نظر لموقع الجزيرة الإستراتيجي القريب من مضيق باب المندب، ومن خطوط الملاحة الرئيسية في البحر الأحمر، فقد حاولت القوى العالمية الكبرى التمركز فيها إنشاء قواعد عسكرية خاصة أن في الجزيرة مطار ومهبط للطائرات العمودية وأرصفة عائمة ومحطات للاتصالات ومنارات للسفن إلى جانب ثروات اتقصادية كالزراعة ومصايد السمك واللؤلؤ.

## وصلات خارجية
- Hans Mebrat's information and pictures on the Archipelago